# Jane Alexander
Pour les articles homonymes, voir Jane Alexander (homonymie) et Alexander.
Jane Alexander (née Jane Kuigley) est une actrice et productrice américaine née le 28 octobre 1939 à Boston, Massachusetts (États-Unis).
Elle a reçu 4 nominations aux Oscars

## Filmographie

### Au cinéma
- 1970 : L'Insurgé (The Great White Hope) de Martin Ritt : Eleanor Backman
- 1971 : Dialogue de feu de Lamont Johnson : Nora Tenneray
- 1972 : Les flics ne dorment pas la nuit (The New Centurions) de Richard Fleischer : Dorothy Fehler
- 1976 : Les Hommes du président (All the Président's Men) de Alan J. Pakula : Judy Hoback
- 1978 : Betsy de Daniel Petrie : Alicia Hardeman
- 1979 : Kramer contre Kramer (Kramer vs. Kramer) de Robert Benton : Margaret Phelps
- 1980 : Brubaker : Lillian Gray
- 1981 : La Nuit de l'évasion (Night Crossing) de Delbert Mann : Doris Strelzyk
- 1983 : Le Dernier Testament (Testament) : Carol Wetherly
- 1984 : Haut les flingues ! (City Heat) : Addy
- 1987 : Sweet Country : Anna
- 1987 : Square Dance : Juanelle
- 1989 : Glory d'Edward Zwick : Sarah Blake Sturgis Shaw
- 1999 : L'Œuvre de Dieu, la part du Diable (The Cider House Rules) : Nurse Edna
- 2002 : Sunshine State de John Sayles : Delia Temple
- 2002 : Le Cercle (The Ring) : Dr. Grasnik
- 2007 : Festin d'amour (Feast of Love) de Robert Benton : Esther Stevenson
- 2009 : Unborn de Sofi Kosma
- 2009 : Terminator Renaissance (Terminator Salvation) de McG : Virginia
- 2011 : Dream House de Jim Sheridan : le docteur Greeley
- 2013 : Mr. Morgan's Last Love de Sandra Nettelbeck : Joan
- 2017 : Les Trois Christs (Three Christs) de Jon Avnet : docteur Abraham

### À la télévision
- 1972 : Welcome Home, Johnny Bristol : Anne Palmer
- 1973 : Miracle sur la 34e rue (Miracle on 34th Street) : Karen Walker
- 1974 : This Is the West That Was : Sarah Shaw
- 1975 : Death Be Not Proud : Frances Gunther
- 1976 : Eleanor and Franklin : Eleanor Roosevelt, âge 18-60
- 1977 : A Circle of Children  : Mary MacCracken
- 1977 : Eleanor and Franklin: The White House Years  : Eleanor Roosevelt
- 1978 : A Question of Love : Barbara Moreland
- 1978 : Lovey: A Circle of Children, Part II : Mary MacCracken
- 1980 : Sursis pour l'orchestre (Playing for Time) : Alma Rose
- 1981 : Dear Liar : Mrs. Patrick Campbell
- 1982 : In the Custody of Strangers (en) : Sandy Caldwell
- 1984 : When She Says No (TV) : Nora Strangis
- 1984 : Calamity Jane : Calamity Jane (Martha Jane Canary) (+ productrice)
- 1985 : Malice in Wonderland : Hedda Hopper
- 1986 : La Fleur ensanglantée (Blood & Orchids) : Doris Ashley
- 1987 : L'Affaire du golfe du Tonkin (In Love and War) : Sybil Stockdale
- 1988 : A Friendship in Vienna : Hannah Dournenvald
- 1988 : Open Admissions : Ginny Carlsen
- 1990 : Nuits d'enfer (Daughter of the Streets) : Peggy Ryan
- 1991 : A Marriage: Georgia O'Keeffe and Alfred Stieglitz : Georgia O'Keeffe
- 1992 : Stay the Night : Blanche Kettman
- 2000 : New York, unité spéciale (saison 1, épisode 15) : Regina Mulroney
- 2000 : New York, police judiciaire (saison 10, épisode 14) : Regina Mulroney
- 2001 : Jenifer : Marilyn Estess
- 2001 : Bitter Winter
- 2004 : Carry Me Home : Mrs. Gortimer
- 2005 : Warm Springs : Sara Delano Roosevelt
- 2007 : Tell Me You Love Me (série TV) : Dr May Foster
- 2011 : William & Kate : Romance royale (William & Catherine: A Royal Romance) : Reine Elizabeth II
- 2011 : Trois jours avant Noël (Deck the Halls) : Nora Regan Reilly
- 2018 : Le Livre de Noël (Christmas around the Corner) : Madame Tumulty
- 2019 : Modern Love : Margot (2 épisodes)

## Distinctions

### Récompenses
- Tony Awards 1969 : Tony Award du meilleur second rôle féminin dans une pièce pour The Great White Hope[2]
- Emmy Award 1981 (en) : Primetime Emmy Award de la meilleure Actrice dans un second rôle dans une mini-série ou un téléfilm
- Emmy Award 2005 (en) : Primetime Emmy Award de la meilleure Actrice dans un second rôle dans une mini-série ou un téléfilm

### Nominations
- Oscar 1971 : Oscar de la meilleure actrice pour L'Insurgé
- Oscar 1977 : Oscar de la meilleure actrice dans un second rôle pour Les Hommes du Président
- Oscar 1980 : Oscar de la meilleure actrice dans un second rôle pour Kramer contre Kramer
- Oscar 1984 : Oscar de la meilleure actrice pour Le Dernier Testament